# Boraras maculatus
Boraras maculatus és una espècie de peix cipriniforme de la família dels ciprínids.

## Morfologia
Els mascles poden assolir els 2,5 cm de longitud total.

## Distribució geogràfica
Es troba des de Malàisia fins a Sumatra (Indonèsia).